# Yazoo County
Yazoo County är ett administrativt område i delstaten Mississippi, USA. År 2010 hade countyt 28 065 invånare. Den administrativa huvudorten (county seat) är Yazoo City. 

## Geografi
Enligt United States Census Bureau har countyt en total area på 2 419 km². 2 381 km² av den arean är land och 38 km² är vatten. 

### Angränsande countyn
- Humphreys County - nord
- Holmes County - nordost
- Madison County - öst
- Hinds County - syd
- Warren County - sydväst
- Issaquena County - väst
- Sharkey County - nordväst